# Kate Lý Johnston
Kate Lý Johnston ist eine US-amerikanische Schauspielerin, Filmproduzentin, Filmeditorin und ein Model.

## Leben
Johnston ist asiatischer Abstammung und bezeichnet sich selbst als queer. Ihre Mutter flüchtete während des Vietnamkriegs aus Vietnam in die USA. Bereits als Kind wollte sie Schauspielerin werden. Ab 2013 besuchte sie die Stuyvesant High School, an der sie 2017 ihren Abschluss mit einem Diplom mit Auszeichnung machte. Anschließend studierte sie bis 2021 an der University of Southern California (USC) das Fach Journalismus. Sie schloss ihr Studium mit einem Bachelor of Arts ab. Während dieser Zeit spielte sie in der Theatergruppe der Universität. Die Idee an die University of Southern California zu gehen, entstand, nachdem sie den Film Die Reifeprüfung mit Dustin Hoffman gesehen hatte. Als Model war sie unter anderen für Mode von Calvin Klein tätig.
2021 debütierte Johnston als Filmschauspielerin im Kurzfilm Ewok Hunt: A Star Wars Horror Story. 2022 wirkte sie im Musikvideo zum Lied Someone des Interpreten Cade Huseby mit. Außerdem hatte sie Besetzungen in mehreren Kurzfilmen inne. 2023 übernahm sie im Erotikthriller Felines mit der Rolle der Lily eine der Hauptrollen des Films. Sie stellt eine von zwei lesbischen Frauen dar. Gemeinsam mit Madison Santos, die die andere Hauptrolle der Max darstellt, drehte sie mehrere freizügige Szenen. Eine weitere Hauptrolle als Jodi und eine weitere Rolle als Bird Creature übernahm sie im Horrorfilm The Nightgown im selben Jahr.
Als Produzentin und Filmeditorin hauptsächlich für Kurzfilme tritt Johnston seit 2021 in Erscheinung. Als Theaterdarstellerin hatte sie 2023 eine größere Rolle im Theaterstück Menstruation: A Period Piece am Big Little Theatre Company at the L.A. LGBT Center inne.

## Filmografie (Auswahl)

### Schauspiel
- 2021: Ewok Hunt: A Star Wars Horror Story (Kurzfilm)
- 2022: The Old Man in the Rocking Chair (Kurzfilm)
- 2022: The Momo Killer 6 (Kurzfilm)
- 2022: City of Angels: The Mayor's Decree... (Kurzfilm)
- 2022: The Momo Killer 7 (Kurzfilm)
- 2022: Supreme Justice with Judge Karen (Fernsehserie)
- 2022: Xanadu Hellfire
- 2023: Felines
- 2023: The Nightgown
- 2023: Whisper If You Dare Scooby Doo (Kurzfilm)
- 2023: Candy Cane Lane
- 2024: Good vibrations (Kurzfilm)

### Produktion
- 2021: Remnants (Kurzfilm)
- 2021: Heartbeats (Kurzfilm)
- 2021: Ewok Hunt: A Star Wars Horror Story (Kurzfilm)
- 2023: Sissy (Kurzfilm)
- 2023: Red (Kurzfilm)

### Filmschnitt
- 2020: WorkInProgress: A Comedy Web-Series (Fernsehserie)
- 2021: Remnants (Kurzfilm)

## Theater (Auswahl)
- 2023: Menstruation: A Period Piece, Big Little Theatre Company at the L.A. LGBT Center